# إدوارد جاكسون
إدوارد جاكسون (بالإنجليزية: Edward Jackson)‏ (17 مارس 1849 - 24 نوفمبر 1926) هو لاعب كريكت بريطاني (وحمل سابقاً جنسية المملكة المتحدة لبريطانيا العظمى وأيرلندا).